# Åkerhielm
Åkerhielm, även Åkerhjelm, var en svensk adelsätt, som fortlever som friherreliga ätterna Åkerhielm af Margrethelund och Åkerhielm af Blombacka.
Vapen: Trenne upwäxande Gyllende Ax, nedanföre en Chef, som är af Guld
Stamfader för ätten är Jon Månsson (cirka 1564–1646) som var skattebonde i Skäggesta i Åkers socken, varifrån släktnamnet bildats. Gabriel Anrep anger att han också var kronolänsman, samt att han och hustrun Kjerstin är begravda i Åkers kyrka. Deras son Magnus Jonæ latiniserade ortnamnet Åker och upptog detta som efternamn, Agriconius. Han var kyrkoherde i Åker och Länna församlingars pastorat och därefter, på drottning Kristinas inrådan, i Nyköpings östra församling i Strängnäs stift. Hans hustru Sofia Kempe var dotter till kyrkoherden Johannes Andræ Kempe och syster till den Samuel som adlades Kempensköld. Deras båda barn adlades 1679 på namnet Åkerhjelm, dottern Anna Agriconia Åkerhielm som var ogift och sonen Samuel, och ätten introducerades 6 oktober 1682 på Riddarhuset med ättenummer 987.
Denne Samuel Åkerhielm den äldre var bland annat generaldirektör för postväsendet, legationssekreterare och statssekreterare. Han var gift med änkan Catharina Mollsdorff vars far var tullförvaltare i Nyköping. Deras dotter Margareta var gift med Elias Obrecht och Olof Hermelin och hennes barn adopterades på ätten Hermelin. Flera andra döttrar gifte sig med adliga män och män som adlades.
Sonen Samuel Åkerhielm den yngre upphöjdes till friherre och blev stamfader för ätten Åkerhielm af Margrethelund, och sonen Lars Åkerhielm den äldre upphöjdes likaså till friherre och blev stamfader för ätten Åkerhielm af Blombacka. Den adliga ätten nummer 987 skulle därmed ha utslocknat eftersom övriga söner avled ogifta.
En son till Catharina Mollsdorff i ett tidigare gifte adopterades emellertid på den adliga ätten Åkerhjelm nummer 987, bergmästaren Jacob Hartzén (1674–1733). Hans raka fäderne kan spåras till en Jacob Hartzen som på 1500-talet levde i Holland och dennes hustru Antoinetta Anselmia. Hon emigrerade med sina barn till Göteborg 1628, där Jacob Hartzen var handlande. Han var gift med Catharina Mollsdorff, och deras son Jacob var den ovan nämnde som adopterades på styvfaderns ätt år 1704. Jacob Åkerhjelm var bergmästare över Nora och Linde bergslager, sedan major och sist bergsråd. Han var gift med sin mosters styvdotter Elisabeth De Besche vars far var brukspatron och modern hette Catharina Störning. De fick 16 barn.
Huvudmannagrenen överflyttade 1889 (troligen Carl Götrik Vallentin Åkerhielm (född 1856) eller Gunhild Maria Åkerhielm (född 1864) till USA och fortlever där, och skriver sig Akerhielm.

## Personer med efternamnet Åkerhielm eller Åkerhjelm
- Anna Åkerhielm (politiker) (född 1946), moderat
- Anna Agriconia Åkerhielm  (1642–1698), hovdam och dagboksförfattare
- Annie Åkerhielm (1869–1956), författare, journalist och översättare
- Axel Birger Åkerhielm (1860–1930), svenskamerikansk dekorationsmålare

- Carl Åkerhielm  (1907–1979), ämbetsman och politiker
- Charlotta Åkerhielm (1786–1828), dramatiker och översättare
- Christian Åkerhielm (född 1962), pastor och missionsdirektor

- Dan Åkerhielm (1863–1931), tidningsman

- Ebba Åkerhielm (1841–1913), hovfunktionär
- Elsa Åkerhielm af Blombacka (1872–1961), målare
- Erik Åkerhielm af Margrethelund (1871–1958), militär, skriftställare och målare

- Fredrik Åkerhielm (1717–1798), militär

- Gallie Åkerhielm (1907–1968), barnboksförfattare, journalist och översättare
- Greta Åkerhielm  (1801–1963), översättare och författare
- Gustaf Åkerhielm (1833–1900), godsägare och politiker, statsminister
- Gustaf Fredrik Åkerhielm (1776–1853), militär, teaterchef och ämbetsman
- Göran Åkerhielm (1920–1991), kulturpersonlighet på Källskär (Kökar, Åland)
- Hans Åkerhielm (1908–2003), präst
- Hans Åkerhjelm (född 1958), kompositör
- Helge Åkerhielm (1910–1968), författare och översättare

- Ivar Efraim Åkerhielm (1862–1925), svenskamerikansk dekorationsmålare

- Knut Åkerhielm (1809–1879), ämbetsman, landshövding
- Knut Åkerhielm (hovmarskalk) (1813–1895)

- Lars Åkerhielm den äldre (1695–1768), militär och politiker
- Lars Åkerhielm den yngre (1846–1920), ämbetsman och politiker

- Rolf Åkerhielm-Kommer (1910–1991), tysk-svensk målare

- Samuel Åkerhielm den äldre (1639–1702), diplomat och ämbetsman
- Samuel Åkerhielm den yngre (1684–1668), riksråd och riksmarskalk
- Samuel Lars Åkerhielm (1887–1976), militär
- Ossian Åkerhjelm (1997)
- Julius Åkerhjelm (1998)